# 陈诗圣
陈诗圣（昵称老Tan，1936年5月9日—2013年12月25日），祖籍福建永春，马来西亚柔佛居銮人，居銮中华中学（简称“銮中”）第十三任校长（1981年至1996年），亦是该校首位出任校长的校友。他活跃于华文教育和居銮华社，除了出任銮中校长，也曾任銮中副董事长、居銮德教会紫銮阁永远名誉顾问、居銮福建会馆副会长、居銮篮球总会会长等职位。
在担任銮中校长期间，他采用董总课本出版局编撰的《马来西亚华文独中统一课本》，遵循董总的独中办学路线。在陈诗圣推动各项筹款和赞助人计划之下，学校硬体设施获得改善，学生人数增加到三千人，使銮中一度成为马来西亚三大华文独中之一。卸任后，他加入銮中董事部继续为教育界服务。
2013年12月25日，陈诗圣因车祸导致头部受重创当场不治，享寿77岁。銮中为纪念其贡献，于2014年发起“纪念陈诗圣校长基金”建设“诗圣园”，该纪念园于2015年开幕启用。此外，居銮篮球总会也举办“陈诗圣杯”以纪念他对篮球运动的贡献。

## 生平
陈诗圣于1936年5月9日出生。

### 学历
- 1956年初中毕业于利丰港培华中学[12]。
- 1959年高中毕业于居銮中华中学，是銮中第一届高中毕业校友[12]。
- 1964年大学毕业于國立臺灣師範大學体育系学士[12]。

### 教师生涯
- 1960年1月2日至1960年8月15日，担任吔咯陈永园华侨小学教师
- 1965年1月3日至1980年11月15日，担任居銮中华中学体育主任
- 1974年1月3日至1980年11月15日，担任居銮中华中学体育主任兼训导主任
- 1981年1月2日至1996年12月31日，担任居銮中华中学校长。

### 参与社团
除了担任銮中校长，陈诗圣也是居銮篮球总会会长、居銮留台同学会发起人之一，也曾担任居銮留台同学会会长、居銮永春公会会长、居銮华校教师公会会长、全国教总副主席、居銮德教会紫銮阁总务、居銮福建会馆署理会长、居銮中华三小董事长等职位。

## 为校举措
陈诗圣于1981年出任校长后，在同年7月召开的董事会议上，建议配合董教总的教育方针，与其他华文独中同步发展，响应统一考试的华语媒介政策，并终止1970年代推行的“数理课程英语化”措施，自1982年起全面采用董总独中工委会编纂的统一课本作为主要教材。
陈诗圣于1987年、1992年和1993年连续推动三次“扎根运动”，广招赞助人，设立了“永久赞助人”和“荣誉永久赞助人”，使赞助人从200多人增至1300多人，确保办学经费稳定。他建立了赞助人及各区协理的组织，增进銮中与华团紧密的联系。
在陈诗圣任内，董事会于1982年展开第二阶段的硬体建设发展扩充工程，之后一直到1990年代中期相继建设颜文举科学大楼、颜登受学生综合大楼（宿舍）、姚永芳行政楼、拿督邱文玉教学楼等建筑。由于硬体建设的经费庞大，銮中于1992年3月15日在大草场举办自创校以来的第一次万人宴，筹获500余万元令吉的款项。2012年，时任銮中董事长王成宗形容，该校在80年代因陈诗圣掌校而再次进入蓬勃时期。1991年，初中新生入学试报名者突破历来最多人数。
在早期，銮中举行联合校庆运动会时，銮中、中华一小、二小及三小的四位校长需要沿户向华社筹集资金，过程中遇到不少困难和不愉快的事件。为了解决这些问题，陈诗圣在与傅金灵、罗雪平、林肇强等校友商议后，决定由高中第四届、初中第十届校友于1985年首次承办校庆运动会，以饮水思源的精神回馈母校。这一倡议得到了各地校友的响应，共筹得3万余元。除了赞助学校校庆运动会全场经费7,800元外，余款用于建设学校运动场的石级和看台，耗资超过2万元。这是銮中第一次由毕业届校友承办校庆运动会并有余款建设和回馈母校，也是陈诗圣在任期间的重要贡献之一。1990年1月，陈诗圣在銮中初中第十届高中第四届同学新年聚餐会上致词时赞扬和感谢该届同学自1985年承办运动会后长期来对銮中之捐献和奉献起着带头的作用。
掌校期间，他经常邀请本地及新加坡两国的文艺工作者到学校做专题演讲，也经常主办各种文艺活动，如文学营、文艺讲座会等。陈诗圣鼓励学生踊跃报名出席和参与一些文教团体举办的各种文艺创作比赛、文艺集会等。1987年，他通过校友高秉益邀请了很多画家到校进行讲座以及研习班，许多主讲人当场挥毫而把墨宝留下来，收集了不少的艺术品，这项举措奠定了后来2002年吴东土文物馆开幕。此外，陈诗圣掌校期间也成功开办电科班和美设科。
此外，为了鼓励学生全方位发展和奖励学生的杰出表现，陈诗圣领导学校于1994年设立“銮中文学奖”，1995年设立“銮中体育奖”和“銮中学艺奖”，以及1996年设立“銮中数理奖”。銮中廿四节令鼓队于1994年筹备开幕，获得陈诗圣支持。
陈诗圣提出“群策群力，爱吾銮中”的标语，该标语至今仍是銮中的办学方针。退任校长之后，他于2000年开始担任銮中副董事长，同时也是宿舍管理委员会主任、居銮区考试主任。
|                      | 在陈校长掌校期间，銮中出了不少思想界的人物，包括曾庆豹教授、作家黄锦树等人。 |
| ——居銮国会议员刘镇东 |                                                                              |

## 逝世
2013年12月20日，陈诗圣从新山回到居銮，并与其好友一起到吉兰丹话望生旅游和出席在当地举行的全国17岁篮球赛。12月24日返回居銮，同日晚间10时，陈诗圣出席在居銮德教会紫銮阁的圣诞聚会，并在会上进行颁发礼物的仪式。次日下午4时，陈诗圣从居銮回返新山准备见女儿的途中时，在驶至居銮哥打丁宜路第47公里处遭遇车祸后当场去世，享年77岁。警方事后将他的遗体送往哥打丁宜中央医院，时任銮中校长廖伟强、董事长王成宗、居銮篮球总会总务辜天锡等人也前往协助处理后事。
居銮国会议员刘镇东表示，华文独中校长中成为典范的人物并不多，而陈诗圣必是典范人物，并对陈诗圣的逝世感到难过。马华公会副总会长何国忠也送上花圈，马华居銮区会主席颜炳寿称其逝世为居銮社区一大损失。吉隆坡与柔佛男队在第49届大马篮总全国青年杯篮球赛次圈赛事开始前，为陈诗圣默哀一分钟。
陈诗圣的丧礼以佛教仪式进行。12月29日上午11时，举行举殡仪式，并迎来数千人送殡，被媒体形容为“居銮有史以来最大的送殡队伍”。丧府共捐献4万3800令吉予30团体，其中2万5000令吉纳入銮中陈诗圣清寒助学金。
2014年1月3日，銮中董事长王成宗在该校开学礼上，带领众师生为陈诗圣默哀一分钟，以表示哀悼。同年10月2日，居銮篮球总会会长叶庆南在銮中叶庆南体育优异奖颁奖典礼上为体育奖发起人陈诗圣默哀，怀念他为体育作出的贡献。12月21日，陈诗圣逝世一周年追思会在居銮德教会崇德堂举行，由五个社团联合发起。

## 纪念
陈诗圣过世后，銮中的资讯中心于2013年12月27日在Facebook设立“纪念陈诗圣校长专页”。2015年，该校建立“诗圣园”纪念陈诗圣。居銮篮球总会自2015年起开始举办“陈诗圣杯男子篮球邀请赛”，到2023年已成功办了六届。为了纪念他对体育界的贡献，銮中的体育奖自2015年起被正式命名为“銮中陈诗圣体育优异奖”。此外，位于居銮中华二小的篮球场也命名为“陈诗圣篮球场”。
2023年12月8日，銮中校友会理事会联合发文告，宣布为纪念陈诗圣逝世十周年，将于12月25日在报章全国版刊登追思文字，并邀请銮中校友及各界人士参与。2024年2月16日，居銮中华学校校友会会长章井钟表示，此次登报获得热烈响应，扣除登报费用后尚余1万8000令吉，已全数捐予銮中清寒助学金。

## 个人生活
陈诗圣重视体育和健康。他在2012年为一项篮球锦标赛主持开幕时，呼吁马来西亚人重视运动和注意饮食以保持身体健康，并强调预防胜于治疗。

### 家庭
- 妻子：赖赛花（2013年逝世）[1]
- 子女：陈书佩（女）[1][55]
- 胞弟：陈诗咏[56]

### 爱好
陈诗圣热爱篮球运动，他在卸任校长后，也常在銮中校园内与学生打篮球。2002年开始担任居銮篮球总会会长后，也发掘和培养了许多篮球人才。2010年，他出任柔佛州篮球总会第二副会长。
据报道，他在学生时期曾热衷打麻将，但自1981年出任校长后即自行戒除。

## 个人荣誉
- 柔佛：
  -  苏丹依布拉欣奖章（PIS）（1978年）[60]

## 外部連結
- 陈诗圣语录（维基语录）
- . www.facebook.com. 2013-12-26 （中文（简体））.